# 왕겨

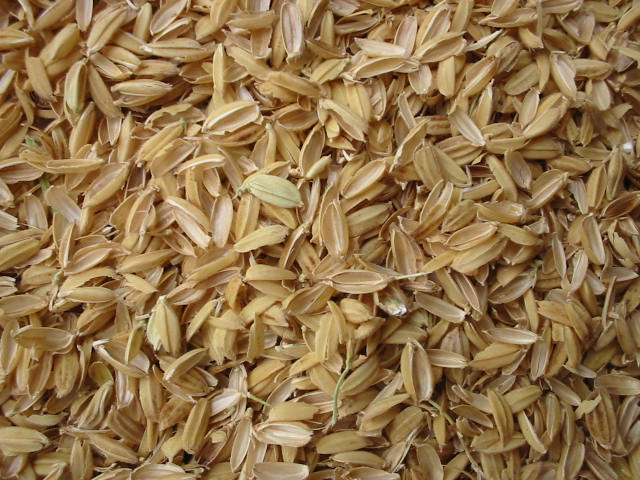

왕겨 또는 매조밋겨는 벼의 겉겨이다.

## 같이 보기
- 쌀겨